# ميخائيل أرتامونوف (لاعب تايكوندو)
ميخائيل أرتامونوف (بالروسية: Артамонов, Михаил Владимирович)‏ هو لاعب تايكوندو روسي، ولد في 20 يوليو 1997 في سانت بطرسبرغ في روسيا.

## وصلات خارجية
- ميخائيل أرتامونوف على موقع TaekwondoData.com (الإنجليزية)
- ميخائيل أرتامونوف على موقع اللجنة الأولمبية الدولية (الإنجليزية)
- ميخائيل أرتامونوف على موقع أوليمبيديا (الإنجليزية)